# تاداهیتو ایگوچی
تاداهیتو ایگوچی (انگلیسی: Tadahito Iguchi؛ زادهٔ ۴ دسامبر ۱۹۷۴) بازیکن بیس‌بال اهل ژاپن است.
وی در مسابقات کشوری و بین‌المللی در مجموع برندهٔ ۱ مدال نقره شده‌است.